# Хиперболичне функције
Хиперболичке функције су хиперболички синус (sh x), хиперболички косинус (ch x), хиперболички тангенс ( x), хиперболички котангенс ( x), хиперболички секанс (sech x) и хиперболички косеканс (cosech x). Грана математике која користи ове функције назива се хиперболичка тригонометрија. Њима инверзне функције имају префикс ареа, што треба разликовати од префикса аркус који стоји испред инверзних функција обичне тригонометрије. Англосаксонске ознаке за хиперболичке функције су редом {\displaystyle \sinh x,\;\cosh x,\;\tanh x,\;\coth x,\;\operatorname {sech} x,\;\operatorname {cosech} x,} односно {\displaystyle \operatorname {csc} x,} и овде их чешће користимо због практичних, софтверских разлога.

## Дефиниције
За разлику од обичних тригонометријских истоимених функција, хиперболички синус, косинус, тангенс, котангенс, секанс и косеканс су одређени следећим аналитичким дефиницијама, формулама:
{\displaystyle \sinh x={\frac {1}{2}}\left(e^{x}-e^{-x}\right),\quad \cosh x={\frac {1}{2}}\left(e^{x}+e^{-x}\right),}
{\displaystyle \tanh x={\frac {\sinh x}{\cosh x}},\quad \coth x={\frac {\cosh x}{\sinh x}},}
{\displaystyle \operatorname {sech} x={\frac {1}{\cosh x}},\quad \operatorname {csch} x={\frac {1}{\sinh x}}.}

### Порекло имена
Функције су добиле назив због могућности кориштења параметарских једначина (једне гране) хиперболе:
{\displaystyle x=a\cosh t,\;y=b\sinh t;\;(t\in \mathbb {R} ).}

### Тригонометријска хипербола
Попут функција тригонометријске кружнице {\displaystyle x^{2}+y^{2}=1,} дефинишу се и функције јединичне једнакостраничне хиперболе {\displaystyle x^{2}-y^{2}=1.} На слици десно је са u означена двострука сенчена површина. Тачка {\displaystyle E(x,y)\,} налази се на пресеку хиперболе и праве ОЕ. Сенчена површина ОАЕ, рекли смо да износи u/2, може се разумети као разлика површина троугла OBE и теменог одсечка ABE хиперболе, где је OB=x, BE=y.
Теорема 1(а) Двострука површина {\displaystyle 2\cdot {\widehat {OAE}}=} {\displaystyle u=\ln(x+{\sqrt {x^{2}-1}});}
(б) {\displaystyle \cosh u={\frac {1}{2}}(e^{u}+e^{-u});}
(в) {\displaystyle \sinh u={\frac {1}{2}}(e^{u}-e^{-u}).}
Доказ(а) Сама сенчена површина са слике {\displaystyle {\widehat {OAE}}={\frac {u}{2}}=P_{\Delta OBE}-P_{ABE}={\frac {1}{2}}\cdot {\overline {OB}}\cdot {\overline {BE}}-\int _{1}^{x}{\sqrt {x^{2}-1}}\,dx}
{\displaystyle ={\frac {1}{2}}x{\sqrt {x^{2}-1}}-{\frac {1}{2}}\left(x{\sqrt {x^{2}-1}}-\ln(x+{\sqrt {x^{2}-1}})\right)={\frac {1}{2}}\ln(x+{\sqrt {x^{2}-1}}).} Помножимо добијену једнакост са два. (б) Из (а) израчунајмо инверзно {\displaystyle x={\frac {1}{2}}(e^{u}+e^{-u}).} Уведимо ново име {\displaystyle x=\cosh u.\,} (в) Ставимо {\displaystyle y={\sqrt {x^{2}-1}},} тачка Е је и даље на хиперболи, па сменом х из (б) добијамо, па након сређивања {\displaystyle \sinh u={\frac {1}{2}}(e^{u}-e^{-u}).} Затим уведимо ново име {\displaystyle y=\sinh u.\,} Крај доказа 1.
У истој теореми (1) функција u(x) из првог тврђења (а) је инверзна функцији x(u), tj. cosh(u), из (б). И обрнуто. Зато се инверзне хиперболичке функције зову ареа-функције, по латинској речи area - површина.
Аналогије са тригонометријском кружницом су следеће: 
- Прво, под централним углом φ види се лук тригонометријске кружнице дужине φ. То је сенчени угао АОЕ на истој слици. Пројекција пресека горњег крака АЕ са (плавом) кружницом на апсцису је х, тј. косинус угла φ. Инверзна функција косинусу је лук, па се инверзне тригонометријске функције зову аркус-функције, по латинској речи arkus - лук.
- Друго, двострука површина исечка централног угла φ (у радијанима) тригонометријске кружнице износи такође φ. Наиме, површина кружног исечка је уопште {\displaystyle P_{2\phi }={\frac {1}{2}}r^{2}\cdot 2\phi ,} па како је r = 1 добијамо {\displaystyle P_{2\phi }=\phi .} Међутим, ова особина обичних тригонометријских функција је ретко у употреби.

Коначно, једине фундаменталне функције тригонометрија су синус и косинус. Помоћу те две дефинишемо преостале четири: тангенс, котангенс, секанс и косеканс, као што је већ урађено на почетку дефиниција. Други начин да те четири функције дефинишемо је иста слика. Из тачке 1 апсцисе (на слици тачка А) повучемо паралелу са ординатом до пресека F са краком угла ОЕ. Затим из тачке 1 ординате (на слици тачка H) повучемо паралелу са апсцисом до пресека D са краком угла ОЕ. Угао АОЕ је φ.
Теорема 2(а) {\displaystyle {\overline {AF}}=\tanh u={\frac {\sinh u}{\cosh u}};} (б) {\displaystyle {\overline {HD}}=\coth u={\frac {\cosh u}{\sinh u}}.}
ДоказНа истој претходној слици тригонометријске хиперболе имамо (а) сличне троуглове {\displaystyle \Delta OAF\sim \Delta OBE}, па је {\displaystyle {\overline {AF}}:{\overline {AO}}={\overline {BE}}:{\overline {BO}},} тј. {\displaystyle {\overline {AF}}=y:x,} јер је АО = 1, па следи (а); (б) из сличности {\displaystyle \Delta OHD\sim \Delta EBO,} јер {\displaystyle \angle D=\phi \,} па важи пропорција {\displaystyle {\overline {HD}}:{\overline {HO}}={\overline {BE}}:{\overline {BO}},} тј. {\displaystyle {\overline {HD}}=x:y,} jer je HO = 1, па следи (б). Крај доказа 2.
У тачки Е хиперболе поставимо тангенту (t). Тангента t сече апсцису у тачки Т. Угао између апсцисе (оса О-A-B-С претходне слике) и тангенте је α. Продужетак тангенте доле, сече ординату, на слици десно у тачки М, која се не види на претходној слици.
Теорема 3(а) {\displaystyle \alpha +\phi ={\frac {\pi }{2}};}
(б) {\displaystyle {\overline {OT}}=\operatorname {sech} u={\frac {1}{\cosh u}}:}
(в) {\displaystyle {\overline {OM}}=\operatorname {csch} u={\frac {1}{\sinh u}}.}
ДоказТангента хиперболе у тачки Е одређена је изразом
{\displaystyle \tan \alpha ={\frac {dy}{dx}}={\frac {\sqrt {x^{2}-1}}{dx}}={\frac {x}{\sqrt {x^{2}-1}}}={\frac {x}{y}}=\cot \phi =\tan \left({\frac {\pi }{2}}-\phi \right).}
Отуда је {\displaystyle \alpha ={\frac {\pi }{2}},} чиме је доказано (а). Из сличности троуглова
{\displaystyle \Delta TBE\sim \Delta EBO} следи {\displaystyle {\overline {TB}}:{\overline {BE}}={\overline {EB}}:{\overline {BO}},} а отуда {\displaystyle {\overline {TB}}={\frac {{\overline {BE}}^{2}}{\overline {BO}}}={\frac {y^{2}}{x}}.}
Због {\displaystyle {\overline {OT}}={\overline {OB}}-{\overline {TB}}=x-{\frac {y^{2}}{x}}={\frac {x^{2}-y^{2}}{x}}={\frac {1}{x}}={\frac {1}{\cosh u}},} биће {\displaystyle {\overline {OT}}=\operatorname {sech} u.} Тиме је доказано (б).
Коначно, из сличности троуглова {\displaystyle \Delta OTM\sim \Delta OBE} следи {\displaystyle {\overline {OM}}:{\overline {OT}}={\overline {OB}}:{\overline {EB}}=x:y,} а одатле {\displaystyle {\overline {OM}}={\frac {{\overline {OT}}\cdot x}{y}}={\frac {1}{\sinh u}},} дакле, {\displaystyle {\overline {OM}}=\operatorname {csch} u.} Тиме је доказано (в). Крај доказа 3.

### Представљање редовима
Развојем хиперболичке функције у Тејлоров ред добијамо:
{\displaystyle \sinh x=x+{\frac {x^{3}}{3!}}+{\frac {x^{5}}{5!}}+...,}
{\displaystyle \cosh x=1+{\frac {x^{2}}{2!}}+{\frac {x^{4}}{4!}}+....}

### Тригонометријска веза
Хиперболичке функције се могу дефинисати и помоћу обичних тригонометријских:
{\displaystyle \sinh ix=i\sin x\,\;i^{2}=-1,}
{\displaystyle \cosh ix=\cos x,\,}
{\displaystyle \tanh ix=i\tan x.\,}

### Дефиниције диференцијалних једначина
Хиперболичне функције се могу дефинисати као решења диференцијалних једначина: Хиперболични sine и cosine су јединствена решења (s, c) система
{\displaystyle {\begin{aligned}c'(x)&=s(x)\\s'(x)&=c(x)\end{aligned}}}
таквог да је
s(0) = 0 и c(0) = 1.
Оне су исто тако јединствена решења једначине f ″(x) = f (x),
такве да је f (0) = 1, f ′(0) = 0 за хиперболични косинус, и f (0) = 0, f ′(0) = 1 за хиперболични синус

### Комплексне тригонометријске дефиниције
Хиперболичне функције се исто тако могу извести из тригонометријских функција са комплексним аргументима:
- Хиперболични синус:
{\displaystyle \sinh x=-i\sin(ix)}
- Хиперболични косинус:
{\displaystyle \cosh x=\cos(ix)}
- Хиперболични тангенс:
{\displaystyle \tanh x=-i\tan(ix)}
- Хиперболични котангенс:
{\displaystyle \coth x=i\cot(ix)}
- Хиперболични секант:
{\displaystyle \operatorname {sech} x=\sec(ix)}
- Хиперболични косекант:
{\displaystyle \operatorname {csch} x=i\csc(ix)}

где је i имагинарна јединица са i2 = −1.
Горње дефиниције су повезане са експоненцијалним дефиницијама путем Ојлерове формуле. (Погледајте „Хиперболичне функције за комплексне бројеве” испод.)

## Особине
Многе формуле хиперболичких функција су сличне одговарајућим формулама обичне тригонометрије:
{\displaystyle \cosh ^{2}x=1+\sinh ^{2}x,\,}
{\displaystyle \operatorname {sech} ^{2}x=1-\tanh ^{2}x,\,}
{\displaystyle \sinh(x+y)=\sinh x\cosh y+\cosh x\sinh y,\,}
{\displaystyle \cosh(x+y)=\cosh x\cosh y+\sinh x\sinh y,\,}
{\displaystyle \sinh 2x=2\sinh x\cosh x,\,}
{\displaystyle \cosh 2x=\cosh ^{2}x+\sinh ^{2}x.\,}
Како је {\displaystyle \cosh(-x)=\cosh x,\;\sinh(-x)=-\sinh x,} то је прва функција парна, а друга непарна. Граф прве је осно симетричан (ордината, у-оса је оса симетрије), граф друге је централно симетричан (исходиште, тачка О је центар симетрије), као што се види на сликама доле.
- Сл.3. Хиперболички косинус
- Сл.4. Хиперболички синус

Лако је израчунати следеће изводе: 
{\displaystyle {\frac {d}{dx}}(\cosh x)=\sinh x,\;{\frac {d}{dx}}(\sinh x)=\cosh x,\;{\frac {d}{\tanh x}}=\operatorname {sech} ^{2}x.}

## Инверзне функције као логаритми
{\displaystyle {\begin{aligned}\operatorname {arsinh} (x)&=\ln \left(x+{\sqrt {x^{2}+1}}\right)\\\operatorname {arcosh} (x)&=\ln \left(x+{\sqrt {x^{2}-1}}\right)&&x\geqslant 1\\\operatorname {artanh} (x)&={\frac {1}{2}}\ln \left({\frac {1+x}{1-x}}\right)&&|x|<1\\\operatorname {arcoth} (x)&={\frac {1}{2}}\ln \left({\frac {x+1}{x-1}}\right)&&|x|>1\\\operatorname {arsech} (x)&=\ln \left({\frac {1}{x}}+{\sqrt {{\frac {1}{x^{2}}}-1}}\right)=\ln \left({\frac {1+{\sqrt {1-x^{2}}}}{x}}\right)&&0<x\leqslant 1\\\operatorname {arcsch} (x)&=\ln \left({\frac {1}{x}}+{\sqrt {{\frac {1}{x^{2}}}+1}}\right)&&x\neq 0\end{aligned}}}

## Деривати
{\displaystyle {\begin{aligned}{\frac {d}{dx}}\sinh x&=\cosh x\\{\frac {d}{dx}}\cosh x&=\sinh x\\{\frac {d}{dx}}\tanh x&=1-\tanh ^{2}x=\operatorname {sech} ^{2}x={\frac {1}{\cosh ^{2}x}}\\{\frac {d}{dx}}\coth x&=1-\coth ^{2}x=-\operatorname {csch} ^{2}x=-{\frac {1}{\sinh ^{2}x}}&&x\neq 0\\{\frac {d}{dx}}\operatorname {sech} x&=-\tanh x\operatorname {sech} x\\{\frac {d}{dx}}\operatorname {csch} x&=-\coth x\operatorname {csch} x&&x\neq 0\\{\frac {d}{dx}}\operatorname {arsinh} x&={\frac {1}{\sqrt {x^{2}+1}}}\\{\frac {d}{dx}}\operatorname {arcosh} x&={\frac {1}{\sqrt {x^{2}-1}}}&&1<x\\{\frac {d}{dx}}\operatorname {artanh} x&={\frac {1}{1-x^{2}}}&&|x|<1\\{\frac {d}{dx}}\operatorname {arcoth} x&={\frac {1}{1-x^{2}}}&&1<|x|\\{\frac {d}{dx}}\operatorname {arsech} x&=-{\frac {1}{x{\sqrt {1-x^{2}}}}}&&0<x<1\\{\frac {d}{dx}}\operatorname {arcsch} x&=-{\frac {1}{|x|{\sqrt {1+x^{2}}}}}&&x\neq 0\end{aligned}}}

## Порекло
Хиперболичке функције су настале због потреба не-Еуклидске геометрије. Тражећи Еуклидску раван у својој не-Еуклидској геометрији, Лобачевски је пронашао орисферу. Обратно, Еуклидски простор има псеудосферу, површ на којој важи геометрија Лобачевског. Оваква открића једних геометрија у другима послужила су за доказе непротивречности нових не-Еуклидских геометрија, тачније за доказе њихове међусобне једнаке непротивречности. Са друге стране, омогућиле су пренос тригонометрија. Обична тригонометрија орисфере у простору Лобачевског постаје хиперболичка тригонометрија, и обратно.